# Nadine Härdter
Nadine Härdter, född 29 mars 1981 i Kandel i Tyskland, är en tysk före detta handbollsspelare.

## Karriär
Nadine Härdter började spela handboll i TSV Kandel. 1997 flyttade hon över Rhen till TSG Ketsch, där hon spelade till år 2000. Hon anslöt då till BVB Dortmund. Från säsongen 2006/2007 spelade hon för Thüringer HC. Efter fyra säsonger i Thüringen flyttade hon 2010 till VfL Sindelfingen. Sindelfingen gick i konkurs 2011 och Härdter misslyckades med att hitta en ny klubb. Hon avslutade karriären mindre än ett år senare.
Nadine Härdter vann två brons vid ungdoms-VM 2001 och ungdoms-EM 1999. Hon var en av de bästa tyska handbollsspelarna som vänstersexa. Hon debuterade i landslaget 1999 mot Kroatien, men blev inte ordinarie spelare i landslaget förrän fem år senare. Vid VM i december 2005 slutade Härdter sexa med Tysklands damlandslag i handboll och vann två år senare sin enda medalj med ett brons i VM 2007 i Frankrike. Året efter spelade hon OS 2008 i Peking. Efter OS drabbades hon av skador och var borta från handbollen under ett år. Hon spelade sedan vid världsmästerskapet i handboll för damer 2009 i Kina.

## Meriter i klubblag
- Vinnare av EHF Challenge Cup 2003 med Borussia Dortmund